# Vruchtbaarheidsrite
Een vruchtbaarheidsrite is een ritueel dat uitgevoerd wordt om de vruchtbaarheid van het land of die van de vrouw of het vee te verbeteren of af te smeken.
Vruchtbaarheidsriten behoren tot de vroegste uitingen van het geloof in hogere machten, die beïnvloed moesten worden door bepaalde gebruiken. Vaak zijn (sporen van) deze rituelen nog terug te vinden in de meer ontwikkelde en uitgebreidere godsdiensten. 
Een voorbeeld is het planten van de meiboom. De metworstrennen van Boxmeer zouden voortkomen uit een Germaans vruchtbaarheidsritueel. Het motief in Heer Gawein en de groene ridder, van de groene man die wordt onthoofd, stamt uit vroegere tijden en houdt verband met een vruchtbaarheidsrite waarin de rituele dood van de 'groene man' een hergeboorte (lente) van gewassen moest garanderen. Ook de erotische dans van Amaterasu die in het Japanse verhaal over het verdwijnen van de zon wordt opgevoerd, is waarschijnlijk een restant van oude vruchtbaarheidsriten. In Igor Stravinsky's ballet Le Sacre du printemps wordt in een vruchtbaarheidsritueel een jonge maagd geofferd om de goden gunstig te stemmen en zo een goede oogst te bewerkstelligen.